# L'anima e l'amore
L'anima e l'amore è il terzo album dei Panda. È stato ristampato nel 2000 col titolo I Panda - Cantaitalia su etichetta Duck Record, ma si tratta dello stesso album.

## Tracce
1. Tu, solo tu, sempre più
2. Addormentata
3. Soli
4. Teneramente
5. Notturno
6. L'anima e l'amore
7. Voglia di morire
8. Chi è che bussa
9. Amanti mai
10. E chissà

## Formazione
- Osvaldo Pizzoli (voce, flauto, sax e tastiere)
- Joseph Messina (voce e chitarra)
- Alessandro Messina (voce e tastiere)
- Antonello Carbone (voce e basso)
- Liborio Sciascia (batteria e percussioni)